# Suunto
Suunto Oy /ˈsuːntɔ/ è un'azienda finlandese conosciuta principalmente per orologi da polso, con sede a Vantaa. Oltre agli orologi, Suunto produce anche altri strumenti per immersioni subacquee (diving), allenamenti ed in generale per gli sport all'aria aperta (outdoor sport).
Suunto è una società consociata della Amer Sports, assieme ad altre note società, come Wilson Sporting Goods, Atomic Austria, Salomon e Mavic. Nel mondo ha oltre 500 dipendenti e produce e vende i suoi prodotti in oltre 100 paesi, dal 2019 di proprietà del gruppo cinese ANTA Sports  insieme ai marchi Salomon, Atomic, Sports Tracker, Wilson, Precor, Arc'teryx.

## Storia

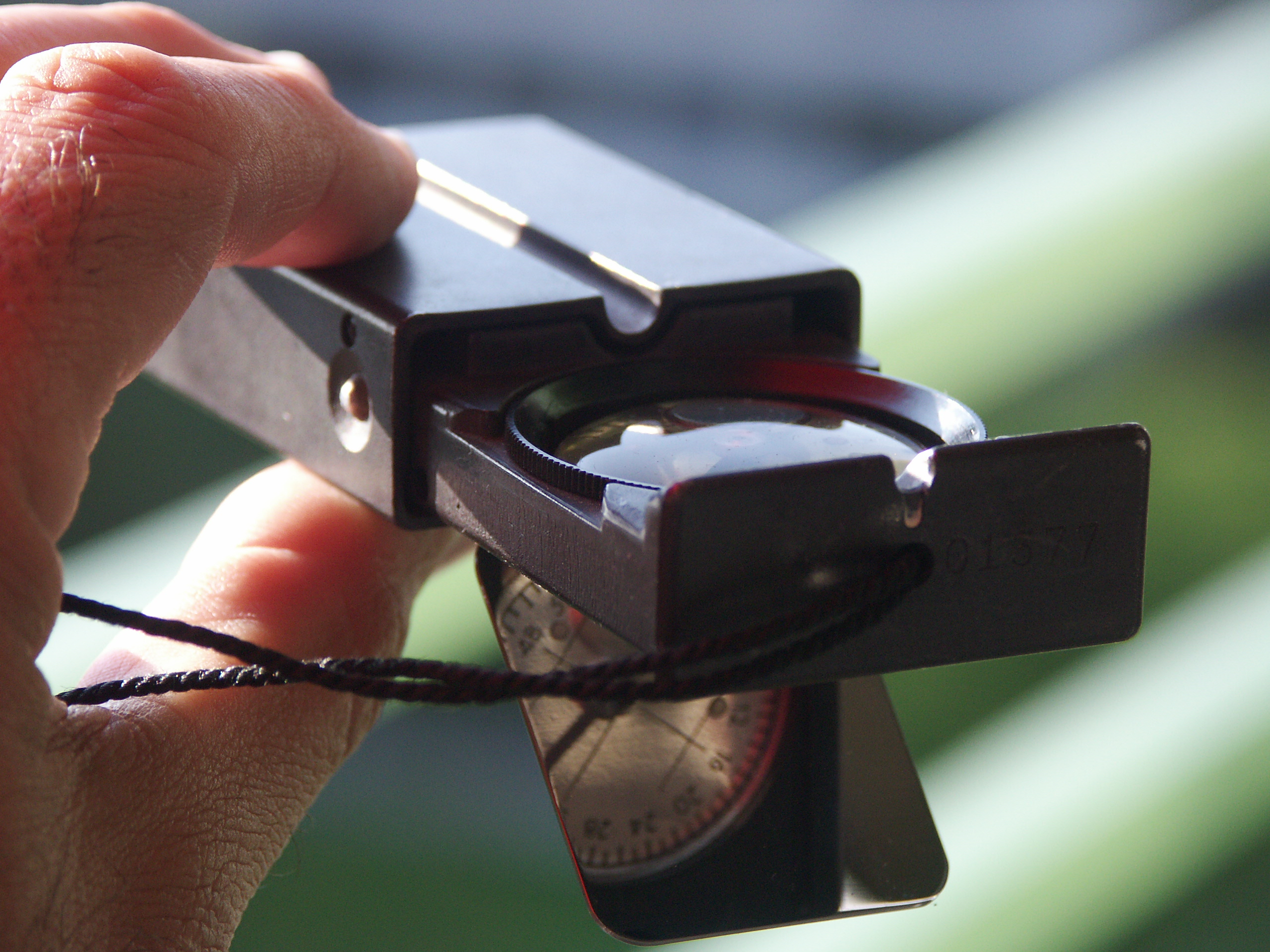
Esempio di bussola modello Recta DP, in dotazione all'Esercito svizzero

Suunto è maggiormente nota per i suoi computer per le immersioni subacquee, per i monitor per l'ECG, bussole e orologi. Fu fondata nel 1933 da Tuomas Vohlonen, ed iniziò con il brevetto per un particolare tipo di bussole in grado di resistere anche agli eccessivi movimenti della navigazione.
Nel 1935, a Vohlonen fu permesso un brevetto per un suo progetto, che diventò un oggetto molto richiesto l'anno successivo: M-311. In seguito la Suunto introdusse un modello tascabile di tale bussola, l'M/40, che durante la seconda guerra mondiale fu di grande aiuto agli ufficiali dell'artiglieria per misurare l'azimut.
Dopo il conflitto l'azienda ebbe un grande sviluppo, sviluppando bussole e altri strumenti per la navigazione per il mercato civile e militare.
Nel 1996, la Suunto Oy fu acquisita dalla società svizzera Recta AG, anch'essa produttrice di bussole. Nel 1999 la Suunto fu acquisita dalla Amer Sports.

## Produzione di bussole

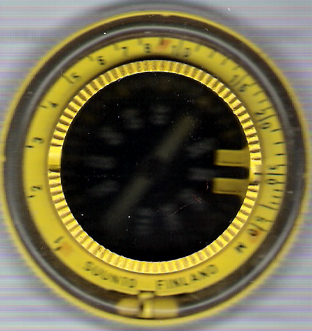
Bussola militare dell'esercito finlandese

Suunto produce una grande varietà di bussole, tra cui le serie A e M per la navigazione in generale, la serie arrow bussole per orienteering, la KB e MC per coloro che richiedono qualità professionali.
L'azienda continua a migliorare la sua linea di bussole, migliorando la luminosità e la velocità di settaggio. Questa società è anche nota poiché le sue bussole funzionano bene su tutto il campo magnetico della terra.
Dal 1967 l'azienda offre la linea di prodotti KB con alta qualità sia della bussola che dell'inclinometro, con una precisione alla frazione del grado.

### Modelli militari
La bussola portatile M-5N è attualmente la bussola che è in dotazione alle forze finniche e inglesi, mentre il modello MC-2 con specchio è stato approvato per le forze NATO, incluso l'esercito canadese e alcune forze speciali dell'Esercito americano.
In aggiunta, la linea di bussole comprende anche il modello Recta DP in dotazione all'esercito svizzero.

## Produzione di orologi multifunzione

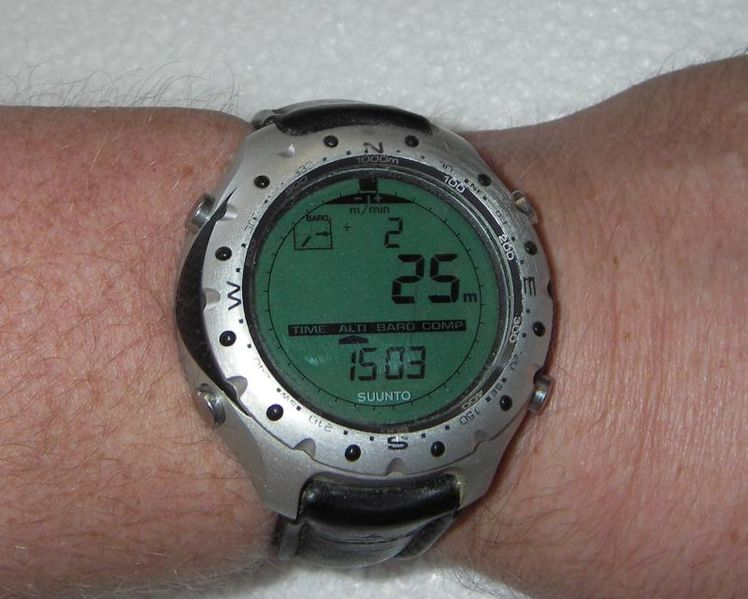
un Suunto X-Lander

La Suunto è anche nota per produrre orologi da polso multifunzione, come i modelli Vector, X-Lander e X10, dotati di una grande varietà di funzione a seconda del modello, tra cui:
- bussola
- altitudine
- accelerazione
- GPS

Ogni modello è adattato al tipo di sport preferito, ad esempio per vela, golf, arrampicata, sci, subacquea.

## Ulteriori prodotti
La Suunto produce anche altri prodotti, come ad esempio equipaggiamenti e strumenti per le immersioni subacquee, dove è il leader mondiale del settore.
Inoltre fornisce agli sportivi più esigenti mezzi tecnologici avanzati che possono aiutarli nel loro allenamento, ad esempio per i ciclisti, Suunto propone un Cardiofrequenzimetro con una trasmissione dati su una rete di sensori wireless ANT per trasmettere direttamente i dati in tempo reale dall'orologio al PC. Inoltre sempre la stessa azienda fornisce i software per interpretare questi dati raccolti.

## Suunto nei film
- Nel film Dear John Channing Tatum indossa il Suunto x10.
- Il film Clockstoppers propone un modello Vector giallo
- Nel film 127 ore, Aron Ralston (interpretato da James Franco) indossa un modello Vector giallo
- Nel film Shooter, Mark Wahlberg indossa un Vector
- Nella serie TV Supernatural i fratelli Sam e Dean Winchester, interpretati rispettivamente da Jared Padalecki e Jensen Ackles, indossano un Suunto "Core" All Black
- Nella serie TV NCIS: Los Angeles LL Cool J in un episodio indossa un Sunto X-Lander Military
- Nella serie TV The Big Bang Theory Leonard Hofstadter indossa un Suunto
- Nel film The Equalizer - Il vendicatore, il protagonista Robert McCall (Denzel Washington), indossa un Suunto Core All Black